# Wormleysburg
Wormleysburg es un borough ubicado en el condado de Cumberland en el estado estadounidense de Pensilvania. En el año 2000 tenía una población de 2,607 habitantes y una densidad poblacional de 1,078.8 personas por km².

## Geografía
Wormleysburg se encuentra ubicado en las coordenadas 40°15′31″N 76°54′21″O / 40.25861, -76.90583.

## Demografía
Según la Oficina del Censo en 2000 los ingresos medios por hogar en la localidad eran de $40,536 y los ingresos medios por familia eran $49,342. Los hombres tenían unos ingresos medios de $36,250 frente a los $27,902 para las mujeres. La renta per cápita para la localidad era de $28,504. Alrededor del 5.2% de la población estaba por debajo del umbral de pobreza.